# Condizione della donna in Africa

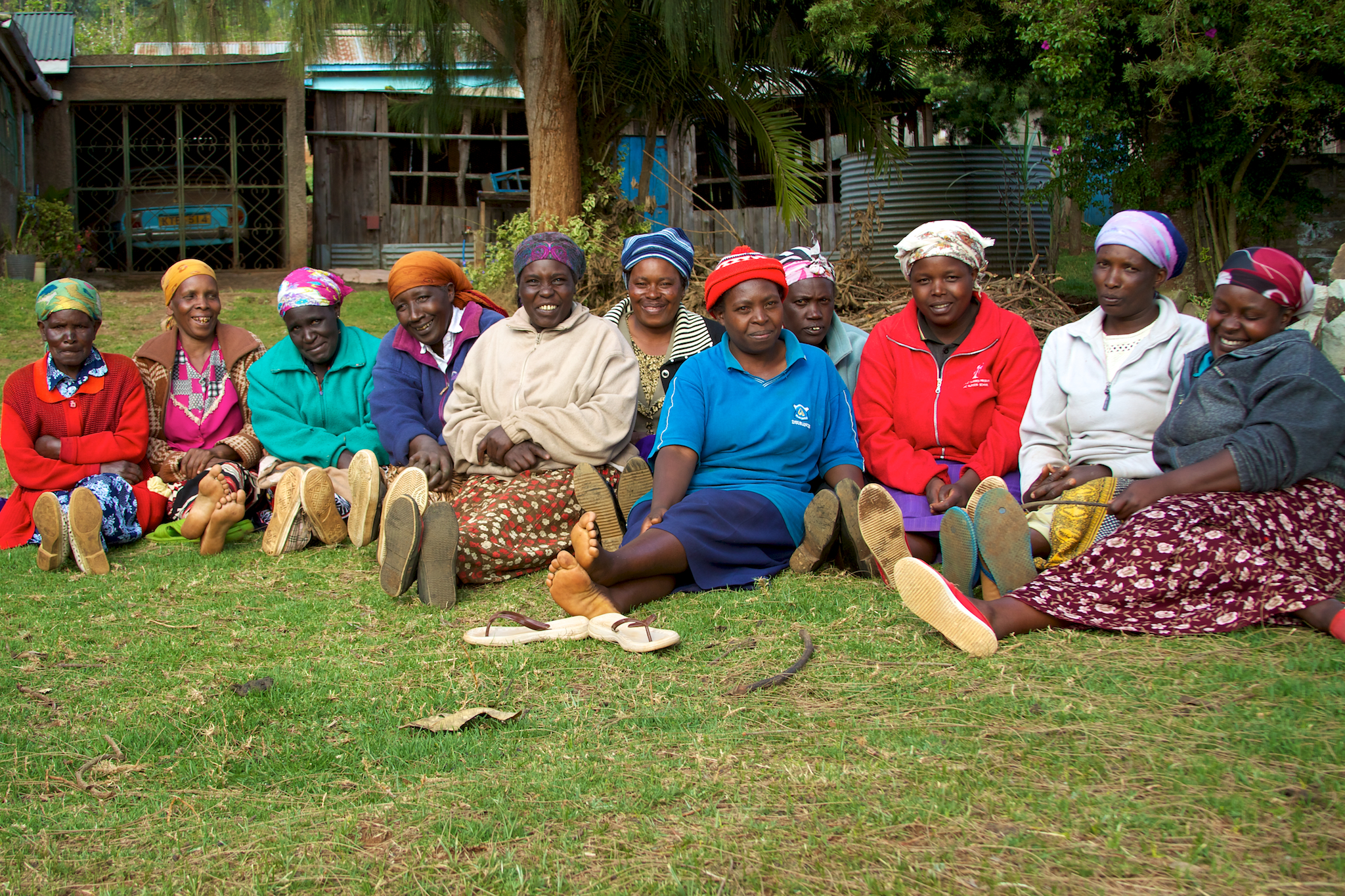
Donne nel villaggio di Limuru, in Kenya centrale, 2010.

L'evoluzione della condizione femminile e dei diritti delle donne in Africa sono legati alla cultura e alla storia dell'Africa.
Numerosi studi antichi sono comparsi nel corso del tempo che hanno affrontato la storia delle donne nel continente e nelle nazioni africane
; sono inoltre emerse numerose indagini che hanno inserito l'Africa subsahariana nell'ambito della storia delle donne. Vi sono studi e ricerche per paesi e regioni specifiche come l'Egitto, l'Etiopia, il Marocco, la Nigeria e il Lesotho.
Gli studiosi hanno rivolto espressamente la loro attenzione agli eventi innovativi per la storia delle donne africane, come la musica del Malawi, le tecniche di tessitura di Sokoto e la linguistica storica.

## Storia delle donne africane

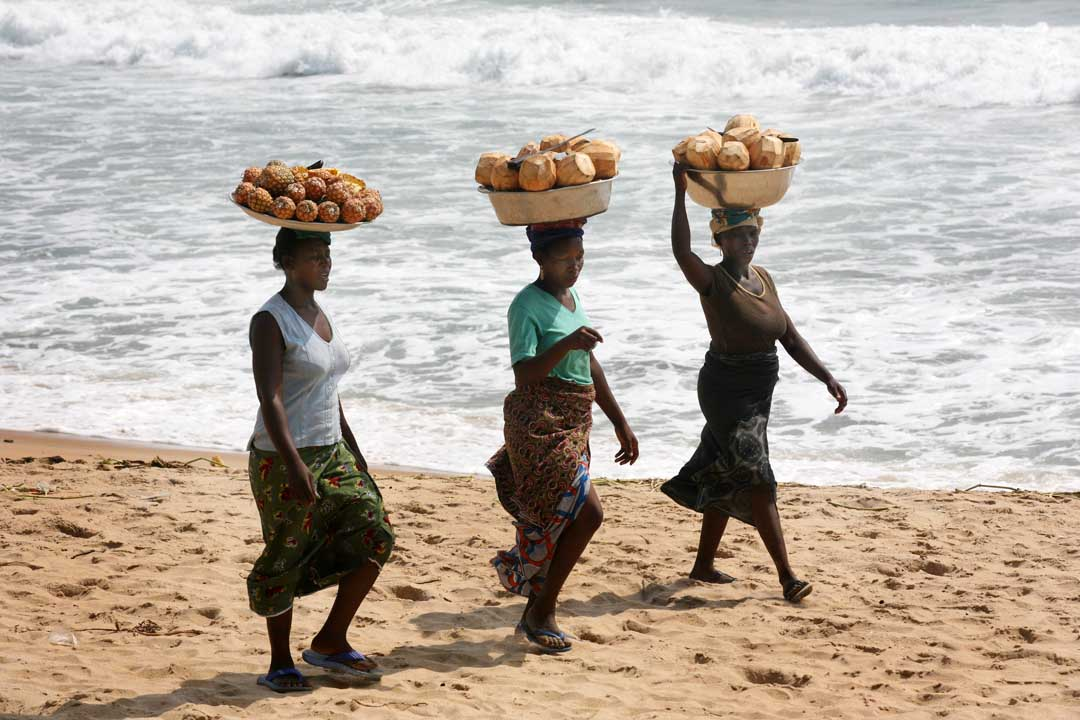
Donne in una spiaggia della Costa d'Avorio.

Lo studio della storia delle donne in Africa è emerso come un campo relativamente recente dopo che la storia africana in generale è diventata un soggetto accademico ampiamente rispettato. Gli storici come il belga Jan Vansina e il guyanese Walter Rodney hanno costretto il mondo accademico a riconoscere l'esistenza di società e stati africani precoloniali sulla scia dei movimenti africani dell'indipendenza degli anni Sessanta, anche se si sono concentrati principalmente sulla storia degli uomini.
Ester Boserup, una studiosa danese della storia dell'economia, si è fatta valere tra gli storici attraverso il suo libro "Women's Role in Economic Development" (Il ruolo delle donne nello sviluppo economico) del 1970, che ha dimostrato il ruolo centrale che le donne hanno giocato per secoli di storia africana in qualità di produttrici economiche e come questi sistemi siano stati interrotti dal colonialismo.

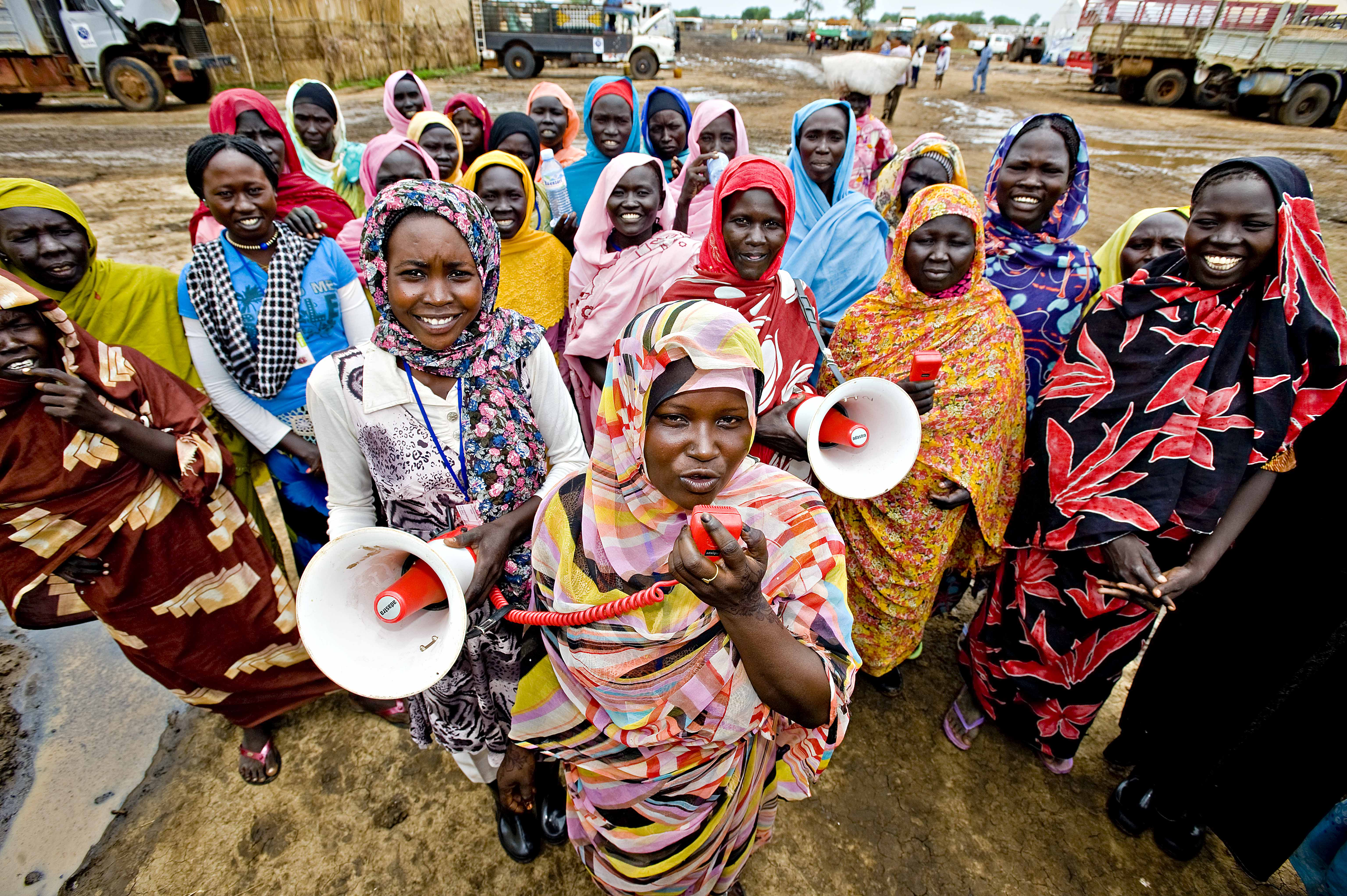
Donne africane aiutate dal progetto Oxfam.

Negli anni '80 gli studiosi avevano raccolto tracce di storia africana in tutto il continente, tra cui, come esempi, lo studio di George Brooks del 1976 degli imprenditori femminili nel Senegal precoloniale; lo studio di Margaret Jean Hays su come il cambiamento economico coloniale del Kenya colpì le donne Luo, pubblicato lo stesso anno; infine lo studio della statunitense Kristin Mann del 1985 sul matrimonio in Nigeria.
Nel corso del tempo gli storici hanno discusso il ruolo e lo status delle donne nella società precoloniale e coloniale, hanno esplorato come le donne hanno affrontato cambiamenti di forme di oppressione, hanno esaminato come i fenomeni come la cultura della domesticità divennero prerogative di genere, hanno rilevato i ruoli delle donne nelle lotte nazionali per l'indipendenza (Shikola, 1998 Presley, 1992), e addirittura sostenuto che la categoria di "donna" in alcuni casi non può essere applicata in contesti precoloniali (Oyewumi, 1997). Le donne si sono state dimostrate essenziali attori storici, economici e sociali in quasi ogni regione dell'Africa da millenni.

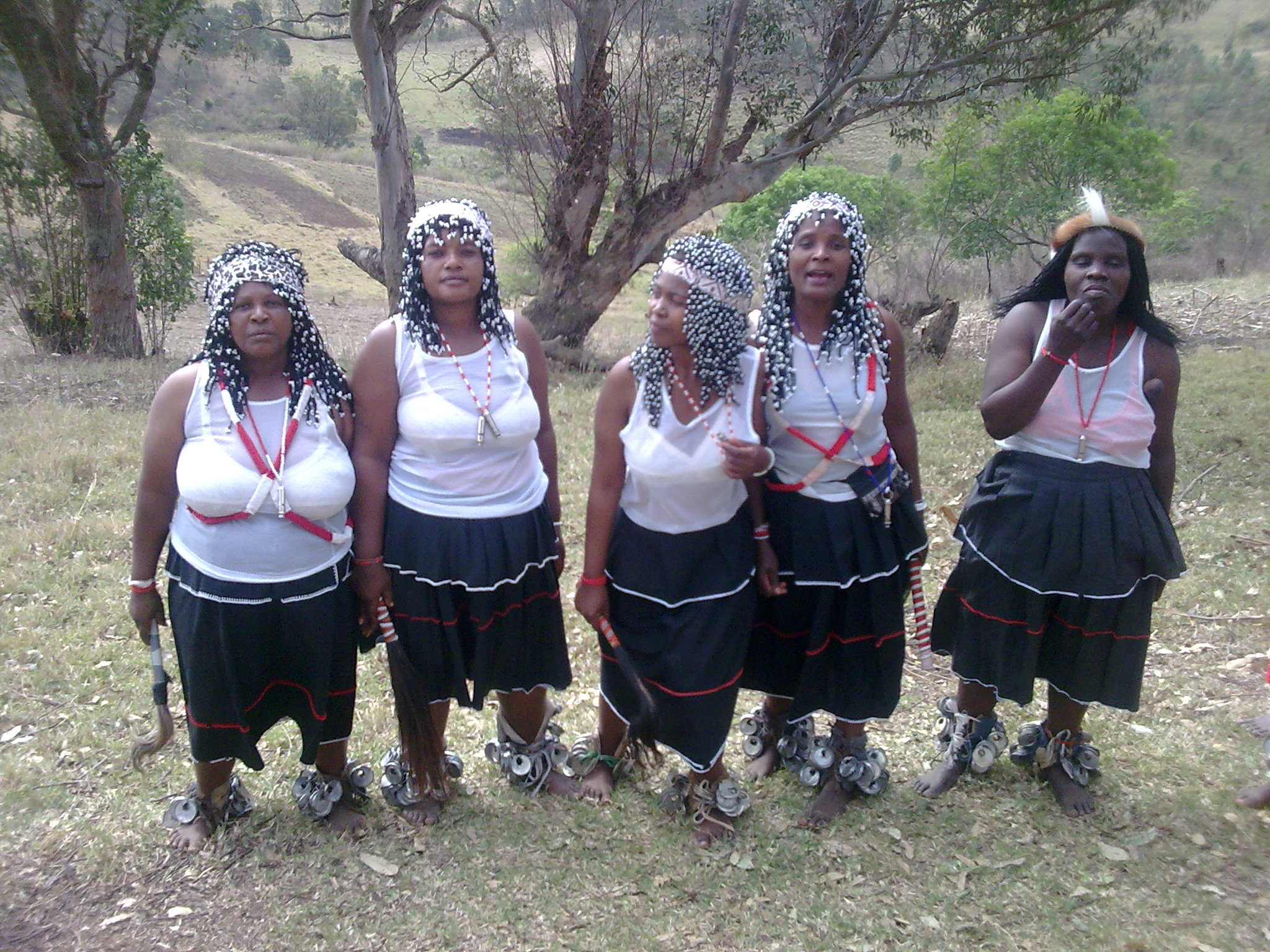
Donne nella Municipalità distrettuale di Zululand in Sudafrica.

Durante la guerra d'Algeria per l'indipendenza dall'impero coloniale francese avvenuta nel 1962 le donne algerine combattevano come uguali accanto agli uomini; hanno in tal modo raggiunto un nuovo senso della propria identità e una certa misura di accettazione da parte degli uomini. Dopo la guerra le donne hanno mantenuto la loro nuova emancipazione e sono diventate più attivamente coinvolte nello sviluppo del nuovo stato.

## Ruoli tradizionali
Dal 1940 fino alla dichiarazione di indipendenza marocchina dalla tutela della Francia nel 1956, le donne marocchine vissero in unità familiari che erano delle "famiglie chiuse" o harem. La tradizione del loro stile di vita è terminata gradualmente a partire dall'indipendenza del Marocco.

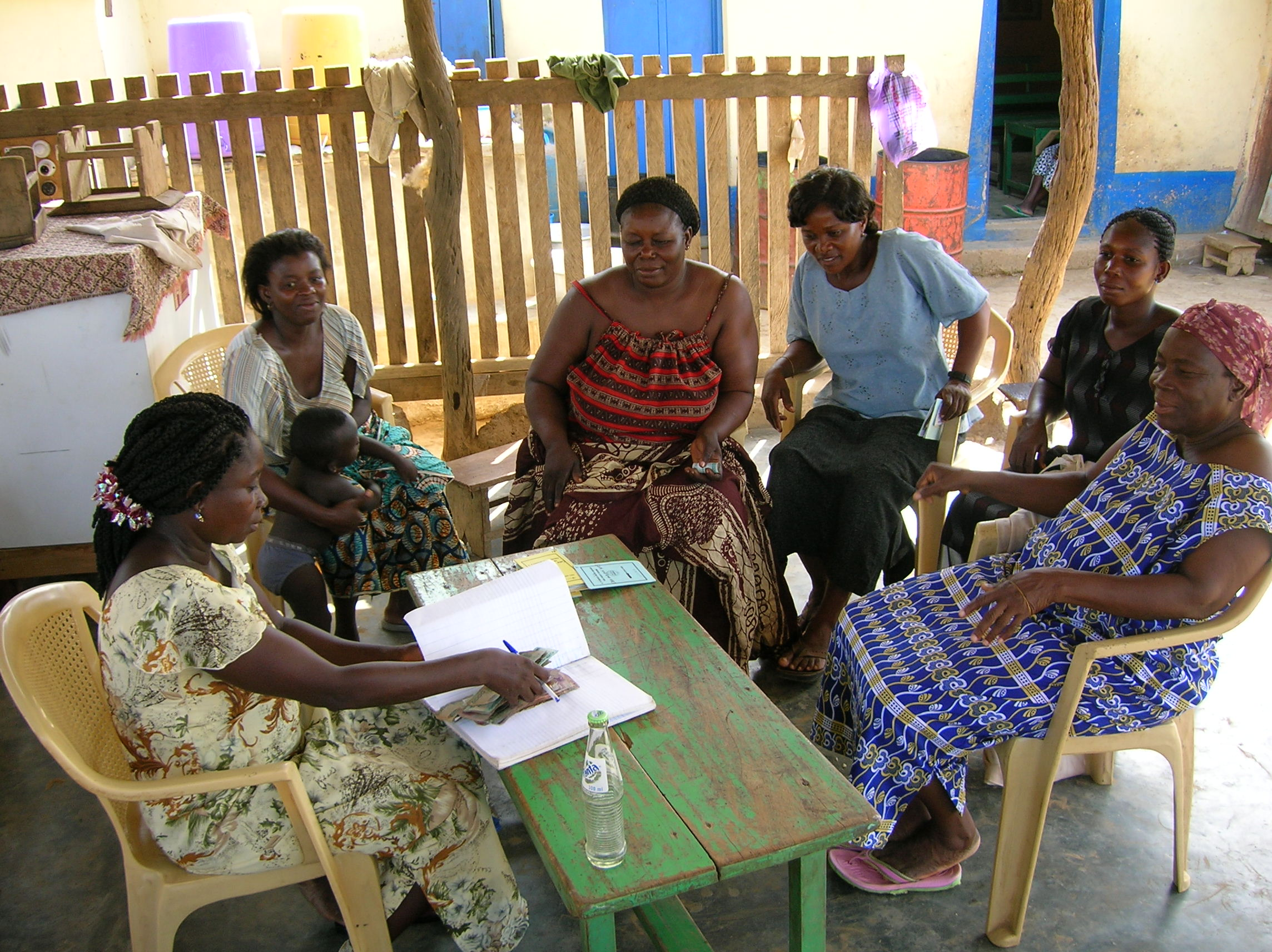
Donne in Ghana.

La tradizionale divisione del lavoro dell'attuale Senegal ha visto le donne senegalesi responsabili di compiti di famiglia come la cucina, la pulizia e l'assistenza ai figli; esse erano anche responsabili di una gran parte del lavoro agricolo, tra cui il taglio e la raccolta, per colture comuni come il riso. Negli ultimi decenni, il cambiamento economico e l'urbanizzazione hanno portato alla migrazione di molti giovani nelle grandi città, come Dakar. Le donne delle campagne sono diventate sempre più coinvolte nella gestione delle risorse forestali del villaggio e nella semina e raccolto di miglio e riso.
Tuttavia, nelle società tradizionali situate in quello che è ora Senegal, le donne della nobiltà erano influenti anche negli scenari politici; questo è dovuto in parte al fatto che la successione matrilineare era il mezzo che consentiva al principe di diventare re (in particolare durante i regni di Jolof). Donne "lingeer" (della casa reale) come Yacine Boubou, Ndate Yalla e sua sorella Njembeut Mbodji sono considerate come fonte di ispirazione per le donne senegalesi contemporanee.

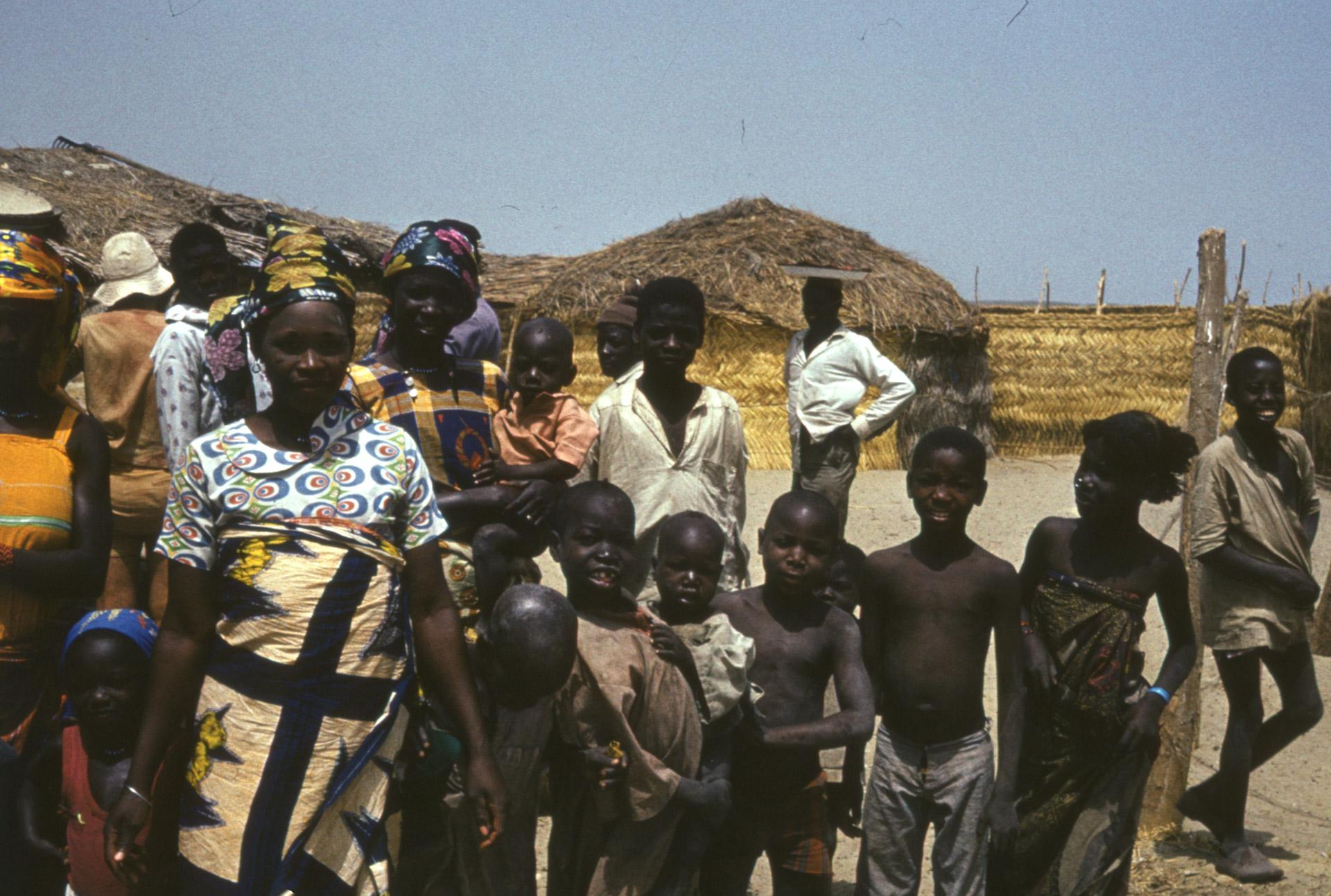
Donne e bambini in Nigeria (1977).

## Diritti delle donne
L'Algeria è considerata una nazione relativamente liberale e lo status e la condizione della donna in Algeria lo riflette. A differenza di altri paesi della regione, l'uguaglianza sociale per le donne è sancita sia dalle leggi algerine sia dalla sua costituzione; esse possono votare e concorrere per posizioni politiche. Come tutto il Nordafrica, gli uomini godono di maggiori diritti rispetto alle donne di altre repubbliche musulmane: in Egitto e in Marocco, nei nuovi governi, vi sono rispettivamente 8 e 7 donne ministro. In Tunisia, dall'11 ottobre 2021, una donna è diventata primo ministro e 9 donne ministro, mentre in Algeria fino a giugno 2021, con il Governo Djerad, ce ne sono state circa 4.
Lo stato dei diritti e della condizione della donna in Benin è migliorato notevolmente dopo il ripristino della democrazia, la ratifica della Costituzione e l'approvazione del "Codice Personale e della Famiglia" nel 2004, i quali giunono a sovrastare i vari costumi tradizionali che trattano sistematicamente le donne in modo discriminatorio. Tuttavia, la disuguaglianza nel ruolo di genere in Benin persiste: la poligamia e il matrimonio forzato, benché siano illegali si verificano ancora in larghe fasce della popolazione.

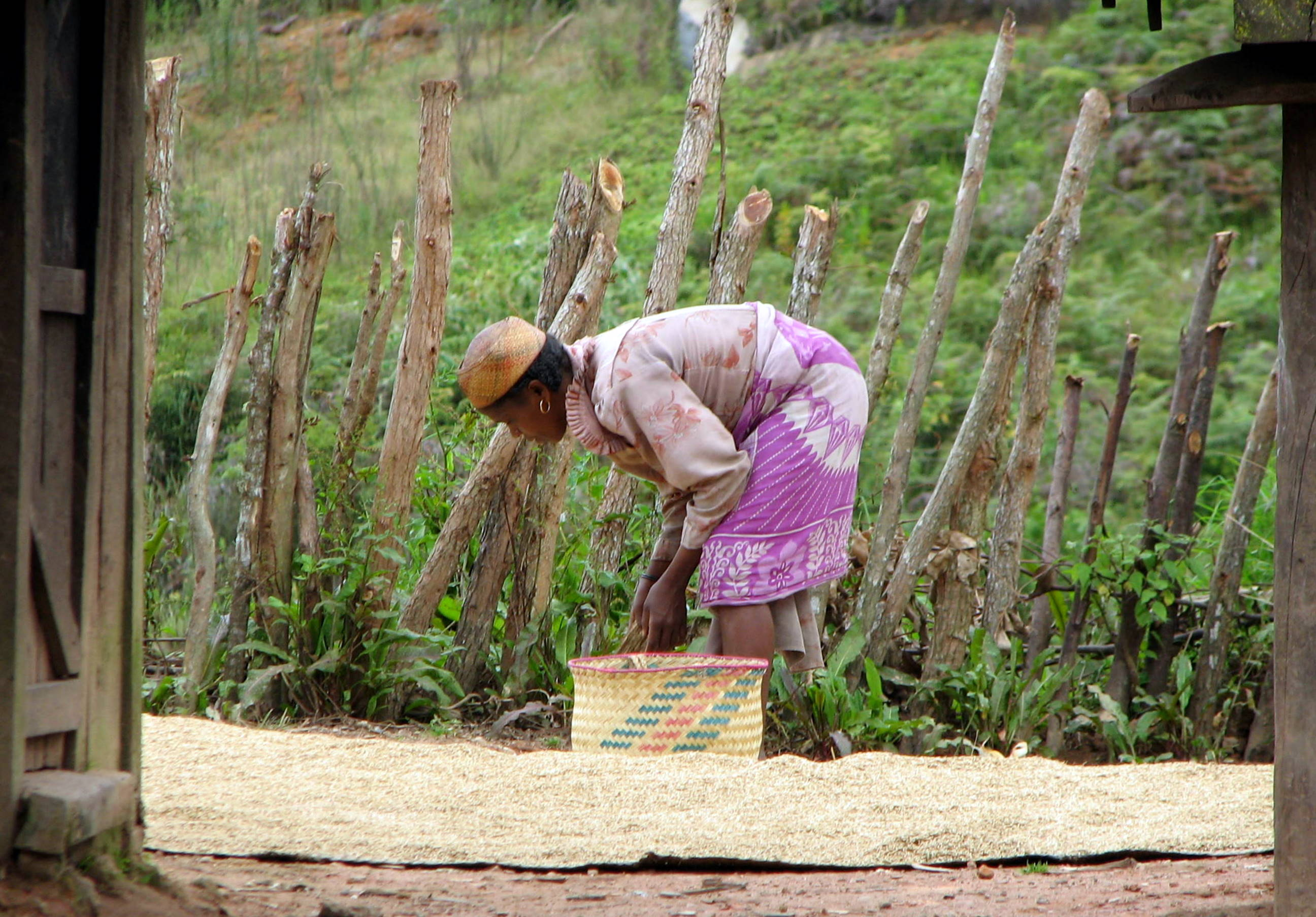
Una donna che lavora in Madagascar.

La condizione della donna nella Repubblica Democratica del Congo non ha raggiunto una posizione di piena uguaglianza con gli uomini e la loro lotta continua fino ai giorni nostri. Anche se il regime di Mobutu Sese Seko ha consentito alle donne di prestare il loro importante ruolo di servizio nella società, e sebbene le donne godano di alcuni diritti giuridici (ad es. il diritto di proprietà e il diritto di partecipare a diversi settori economici e politici), i limiti personali e legali ancora limitano le loro opportunità. Dal 1939 al 1943, oltre il 30% delle donne congolesi adulte a Stanleyville (ora Kisangani) sono state per la prima volta registrate ad un'anagrafe. Le tasse che esse pagavano costituivano la seconda più grande fonte di entrate fiscali per Stanleyville.
Dall'indipendenza in avanti i leader libici si sono impegnati a migliorare la condizione della donna in Libia, ma sempre nel quadro dei valori arabi e islamici predominanti. Centrale per la rivoluzione del 1969 che portò al potere Muʿammar Gheddafi fu l'empowerment delle donne e la rimozione del loro precedente status di inferiorità. In Niger molte delle leggi adottate dal governo per proteggere i diritti e la condizione della donna in Niger sono spesso basate sulle credenze musulmane.

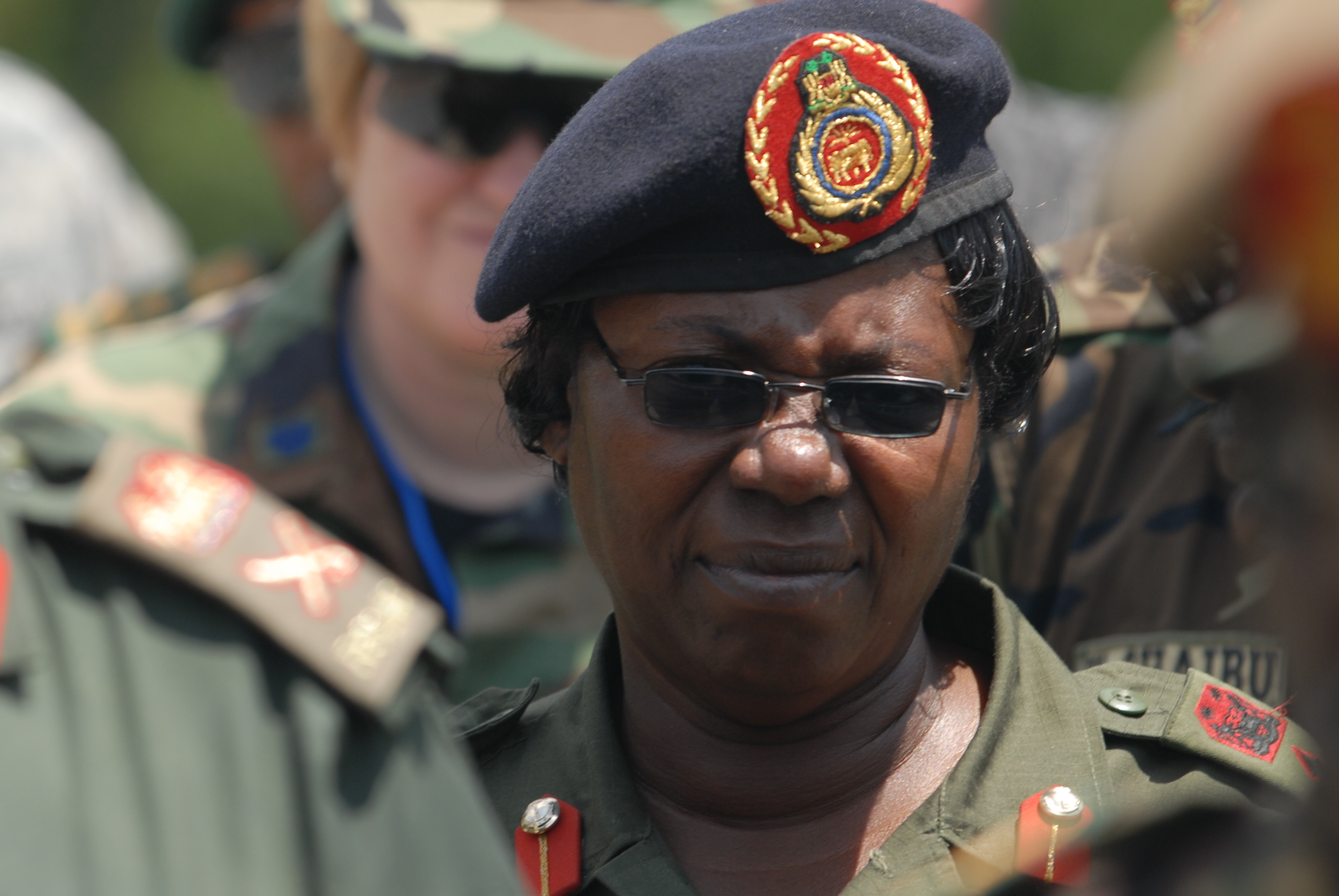
Una donna poliziotto in Sierra Leone.

L'esperta di sociologia Claire Wallace, Christian Haerpfer e Pamela Abbott, scrivono che, malgrado il Ruanda abbia la più alta rappresentanza femminile in parlamento nel mondo intero, sussistono tre importanti questioni di genere nella società ruandese: i carichi di lavoro delle donne, l'accesso all'istruzione e la violenza contro le donne . Essi concludono che gli atteggiamenti delle donne nelle istituzioni politiche del Ruanda non si sono allargate al resto della società ruandese e che per gli uomini, ma non per le donne, esistono differenze generazionali quando si tratta di atteggiamenti basati sul genere.
Le donne delle Seychelles godono degli stessi diritti giuridici, politici, economici e sociali degli uomini; la società è essenzialmente derivante dal matriarcato: le madri tendono ad essere dominanti nell'ambito familiare, controllando le spese più attuali e prendendosi cura degli interessi e dei bisogni dei bambini. La famiglia monogenitoriale rappresenta la norma societaria e la legge richiede che i padri sostengano i propri figli. Gli uomini sono importanti per la loro capacità di guadagno, ma il loro ruolo domestico rimane relativamente disimpegnato. Le donne più anziane possono di norma contare su un sostegno finanziario da parte dei familiari che vivono a casa o dai contributi dei redditi dei figli cresciuti.

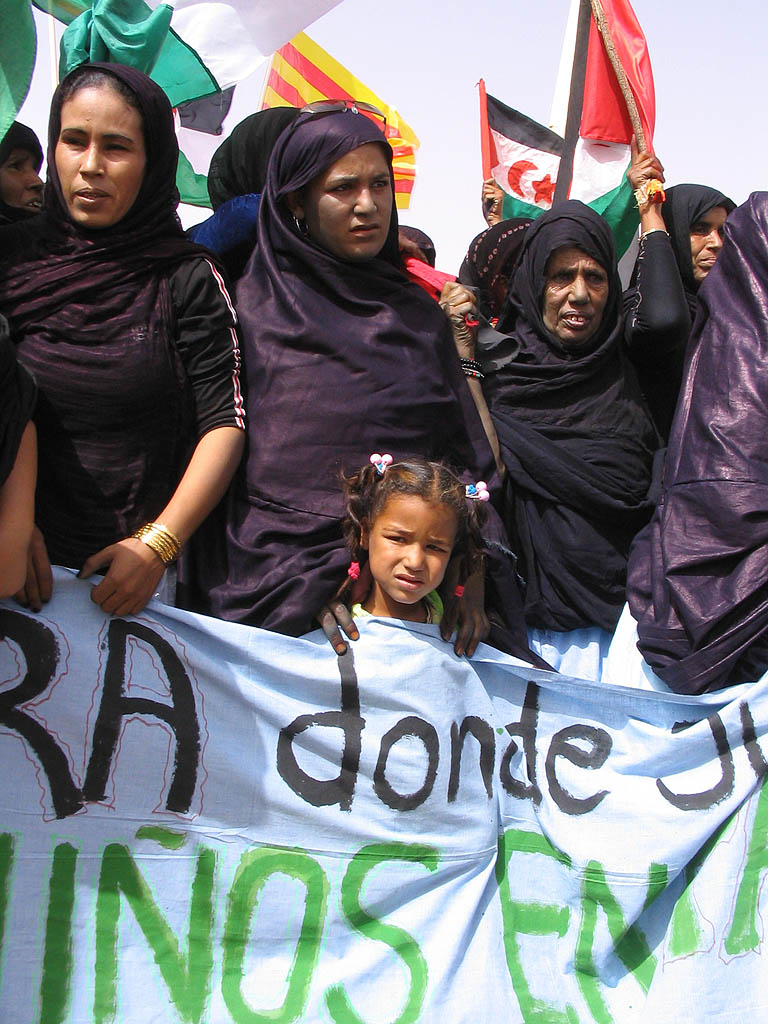
Donne che manifestano in Sahara Occidentale.

Le donne della Repubblica del Sudan del Sud si sono dimostrate anche state attive nella causa di liberazione, "fornendo cibo e rifugi" ai soldati e "prendendosi cura dei bambini e dei feriti" durante la loro lotta politica prima che il paese ottenesse l'indipendenza a seguito della seconda guerra civile in Sudan. Un esempio era la loro formazione nel Katiba Banat o "battaglione delle donne".
Il Sudan è una nazione in via di sviluppo che affronta molte sfide per quanto riguarda la disuguaglianza di genere. Freedom House ha dato al Sudan la più bassa classificazione possibile tra i regimi repressivi nel 2012. Il Sud Sudan ha ricevuto un rating leggermente superiore, ma è stato anch'esso valutato come "non libero". Nel rapporto del 2013 sui dati 2012 il Sudan è al 171º posto su 186 paesi nell'indice di sviluppo umano (HDI). Il Sudan è anche uno dei pochi paesi che non sono firmatari della Convenzione sull'eliminazione di ogni forma di discriminazione della donna (CEDAW).
Nonostante tutto ciò sono stati registrati cambiamenti positivi per quanto riguarda l'uguaglianza di genere nel Sudan; a partire dal 2012 difatti le donne rappresentano il 24,1% dell'assemblea nazionale del Sudan.
I ruoli e la condizione della donna in Uganda erano chiaramente subordinate a quelle degli uomini, nonostante le notevoli responsabilità economiche e sociali delle donne nelle molte società tradizionali dell'Uganda. Alle donne sono stati sempre insegnati i doveri di aderire ai desideri dei loro padri, fratelli, mariti e talvolta anche di altri uomini e dimostrare la loro subordinazione agli uomini nella maggior parte delle aree della vita pubblica.
Anche negli anni '80 le donne ugandesi nelle aree rurali di Buganda dovevano inginocchiarsi quando parlavano ad un uomo. Allo stesso tempo, tuttavia, le donne si sono sempre sobbarcate le responsabilità primarie per la cura dell'infanzia e la coltivazione per la sussistenza e nel corso del XX secolo le donne avevano contribuito notevolmente all'agricoltura e al suo sfruttamento intensivo.
Le donne della Repubblica Democratica Araba dei Sahrawi(SADR) nella regione del Sahara Occidentale sono immerse in una società, quella Sahrawi, in cui vengono condivise le responsabilità a tutti i livelli della sua comunità e dell'organizzazione sociale. L'articolo 41 della Costituzione garantisce la promozione delle donne e la loro partecipazione nella politica, a livello sociale e culturale per la costruzione della società e lo sviluppo del paese.

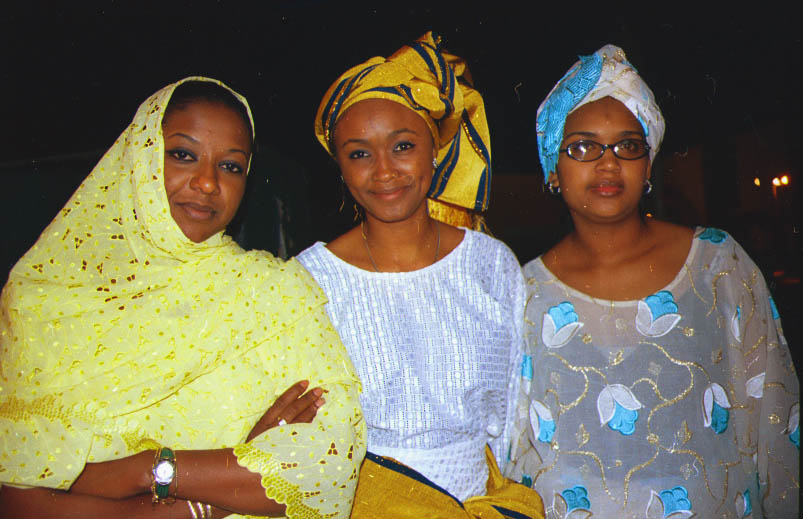
Donne Hausa (popolo).

### Educazione
Fin dalla fondazione della Sierra Leone nel 1787 le donne hanno rappresentato una grande influenza nello sviluppo politico ed economico della nazione. Hanno anche svolto un ruolo importante nel sistema educativo, fondando scuole e collegi, con alcuni come Hannah Benka-Coker onorata con l'erezione di una statua per i suoi contributi e Lati Hyde-Forster, la prima donna a laurearsi nel "Fourah Bay College" è onorata con un dottorato di legge civile dall'Università della Sierra Leone.

### Donne e lavoro
Le donne in Ciad sono il fulcro della sua economia prevalentemente rurale e superano in questo gli uomini.
L'agenzia di sviluppo rurale del Senegal ha l'obiettivo di organizzare le donne di villaggio e coinvolgerle più attivamente nel processo di sviluppo. Le donne svolgono un ruolo di rilievo nei comitati di salute dei villaggi e nei programmi prenatali e postnatali. Nelle aree urbane, il cambiamento culturale ha portato le donne a entrare nel mercato del lavoro come impiegate d'ufficio e di vendita al dettaglio, collaboratrici domestiche e lavoratrici non qualificate nei mulini tessili e nelle fabbriche di conserve di tonno. Le organizzazioni non governative operanti in loco sono anche attive nella promozione delle opportunità economiche delle donne senegalesi. I prestiti di microfinanziamento per le imprese delle donne hanno migliorato la situazione economica di molti abitanti.

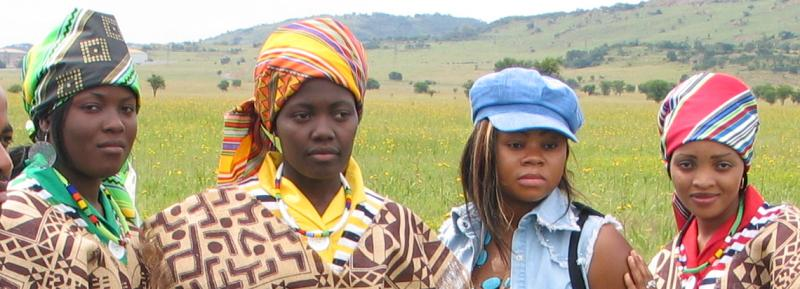
Ragazze africane.

### Donne in posizioni di governo
Embet Ilen (circa 1801-1851) è stata un'importante leader politico dell'Eritrea.

## Molestie sessuali e violenza di genere
In Benin la messa in esecuzione della legge contro lo stupro, la cui punizione può durare fino a cinque anni di carcere, è ostacolata dalla corruzione, dai lavori di polizia inefficaci e dalla paura dello stigma sociale. L'incompetenza della polizia provoca che la maggior parte dei reati sessuali si riducono a semplici infrazioni. La violenza domestica è diffusa, con sanzioni fino a 3 anni di carcere, ma le donne sono riluttanti a denunciare i casi e le autorità sono riluttanti ad intervenire in quelle che generalmente sono considerate questioni private.
La mutilazione genitale femminile è ancora praticata da molti dei gruppi etnici presenti in Etiopia.